# Zatoka Hajfy
Zatoka Hajfy (hebr. מפרץ חיפה) – mała zatoka we wschodniej części Morza Śródziemnego, na północnym wybrzeżu Izraela.
Do zatoki wpływa rzeka Kiszon. Znajdują się tutaj dwa miasta: Hajfa i Akka. Nad zatoką wznosi się góra Karmel (546 m n.p.m.).
Zatoka Hajfy jest jedynym naturalnym portem Izraela na Morzu Śródziemnym. Port został założony w latach 30. XX wieku przez Brytyjczyków. Jego rozbudowę kontynuowali Izraelczycy po 1948. Nad zatoką znajdują się liczne zakłady przemysłowe zgromadzone wokół rafinerii ropy naftowej i przemysłu chemicznego.